# Samorząd terytorialny we Francji
Samorząd terytorialny we Francji – Francja była tradycyjnie państwem centralistycznym. W ciągu XX wieku samorząd wprowadzono stopniowo na poziomie gminy. Nasilenie tendencji decentralistycznych uosabia przełomowa ustawa uchwalona w 1982 roku o prawach i wolnościach gmin, departamentów i regionów. Ustawa ta wprowadziła podział Francji na trzy jednostki samorządu terytorialnego. Są to: gminy, departamenty i regiony.

## Gmina
Najniższą jednostką administracji zdecentralizowanej jest gmina. Gminy posiadają jednolity status prawny, są bardzo zróżnicowane jeżeli chodzi o obszar i ludność. Organem uchwałodawczym, na tym szczeblu samorządu jest rada gminy, natomiast organem wykonawczym wybieranym przez nią jest burmistrz.

### Burmistrz
Burmistrz jest zarówno urzędnikiem państwa i z tego tytułu podlega kontroli prefekta, jak i urzędnikiem gminy, wyposażonym we własne kompetencje oraz wykonującym uchwały rady gminy. Również reprezentantem gminy przy różnego rodzaju czynnościach prawno-procesowych.

#### Podstawowe zadania burmistrza
Do podstawowych zadań burmistrza należy:
- przygotowanie i wykonywanie uchwał rady gminnej oraz przewodniczenie jej radom,
- wykonywanie określonych kompetencji rady na podstawie udzielonej przez nią delegacji,
- przeprowadzanie i organizacja wyborów,
- utrzymanie dróg gminnych,
- pomoc socjalna,
- utrzymanie porządku publicznego.

### Radni gminy
W pierwszej kolejności w wyborach powszechnych i bezpośrednich, co 6 lat wybierani są radni. Wybory te, odbywają się w dwóch różnych ordynacjach. W gminie o liczbie ludności większej niż 3500 mieszkańców według ordynacji mieszanej, jednocześnie proporcjonalnej i większościowej, z listy, w dwóch turach głosowania. Jeżeli liczba ludności jest mniejsza od 3500 (większość gmin francuskich), radni wybierani są według ordynacji większościowej, w okręgach wielomandatowych, z listy i w dwóch turach głosowania. Liczba radnych zależy od liczby mieszkańców danej gminy, z wyjątkiem Paryża, Lyonu i Marsylii, gdzie w drodze specjalnej ustawy z 1982 roku wyznaczono liczbę w sposób odrębny.
Po dokonaniu wyboru radnych do Rady miasta, Rada zbiera się najwcześniej w pierwszy piątek a najpóźniej w pierwszą niedzielę następującej po dniu, w którym jej skład został ostatecznie wybrany celem wyboru nowego mera i jego zastępców. Pierwsze posiedzenie Rady zwoływane jest przez ustępującego mera lub jednego z jego zastępców. Prowadzone jest pod przewodnictwem najstarszego spośród wybranych radnych. Przeprowadzenie wyboru zostaje w głosowaniu tajnym z bezwzględną większością głosów. Wyniki głosowania muszą być ogłoszone w ciągu 24 godzin od ich zakończenia, na drzwiach merostwa i podane do publicznej wiadomości.

## Departament
Jednostka, która obejmuje swoim zakresem kilka gmin nazywana jest departamentem, który dzieli się na dodatkowe okręgi dzielnicowe. Francja została podzielona na 100 departamentów, w tym 4 departamenty zamorskie. Organem uchwałodawczym departamentu jest rada generalna natomiast organem wykonawczym przewodniczący rady. Organy te stopniowo zyskują coraz więcej kompetencji kosztem prefekta. Departamentom przypisane są określone numery, które poza systemem pocztowym, używane są też w ramach systemu kart opieki społecznej, oraz jako początkowe liczby tablic rejestracyjnych pojazdów motoryzacyjnych.

### Rada departamentu
Rada departamentu jest organem kadencyjnym. Kadencja wynosi 6 lat. Jest wybierana w głosowaniu powszechnym i bezpośrednim. Czynne prawo wyborcze przysługuje osobom, które: są narodowości francuskiej, ukończyły 18 lat i nie były karane. Bierne prawo wyborcze przysługuje mieszkańcom departamentu mającym czynne prawo wyborcze do rady departamentu, które ukończyły 21 lat i zamieszkują na terytorium departamentu. Radnych departamentów obowiązują zakazy wybieralności oraz zasada niepołączalności mandatów. Wyboru dokonuje się w kantonach, utworzonych dla celów wyborczych dekretem Rady Stanu. Kantony w odróżnieniu od wspólnot terytorialnych nie posiadają własnej administracji, są jednostkami podziału terytorialno-sądowego, policyjnego i wyborczego, w ramach których wybierani są radni wspólnot terytorialnych. W każdym kantonie wybierany jest jeden radny, po trzech latach dokonywany jest wybór połowy składu rady. Co 3 lata dokonuje się wyboru przewodniczącego rady oraz od 4 do 10 zastępców. Członkowie rady są wybierani w głosowaniu powszechnym i bezpośrednim, według zasad systemu większościowego. Wybory odbywają się w dwóch turach. W pierwszej turze wybrani zostają ci kandydaci, którzy uzyskali większość bezwzględną głosów. Jeżeli taka większość nie została uzyskana, wówczas do drugiej tury przechodzą ci kandydaci, którzy uzyskali liczbę głosów równą 10% uprawnionych do głosowania. Jeżeli żaden z kandydatów nie spełnia takich warunków wówczas do drugiej tury przechodzą dwaj kandydaci, którzy w pierwszej turze otrzymali największą liczbę głosów. W razie równej liczby głosów kryterium decydującym o wyborze do rady departamentu jest wiek kandydata.
Rada podejmuje rozstrzygnięcia na sesjach, które powinny być zwoływane przez przewodniczącego rady nie rzadziej niż raz na kwartał. Ponadto przewodniczący powinien zwołać sesję na wniosek złożony przez grupę co najmniej 1/3 składu rady lub jej stałą komisję. Rada podejmuje rozstrzygnięcia w drodze uchwał, które zapadają w obecności bezwzględnej całego jej składu. W razie braku kworum rada zbiera się po trzech dniach i dotychczasowy wymóg kworum nie musi być spełniony. Uchwały zapadają zwykłą większością głosów. W razie równej liczby głosów oddanych za i przeciw uchwale rozstrzyga głos przewodniczącego rady.

### Przewodniczący Rady departamentu
Organem wykonawczym departamentu jest od 1982 r. przewodniczący rady departamentu, do tego czasu tę funkcję pełnił prefekt. Przewodniczący jest organem kadencyjnym, kadencja wynosi 3 lata. Rada nie może odwołać przewodniczącego. Przewodniczący rady departamentu pełni kilka funkcji. Oprócz przewodniczenia radzie departamentu, jest organem wykonawczym departamentu. Z tego tytułu przygotowuje projekty uchwał rady (w tym także projekt budżetu) na żądanie rady lub z własnej inicjatywy, wykonuje uchwały rady departamentu, przedstawia radzie sprawozdania o sytuacji w departamencie oraz sprawozdania z wykonania budżetu departamentu. Zwołuje radę na sesję i ustala porządek obrad. Ponadto przewodniczący rady departamentu reprezentuje departament na zewnątrz, zawiera umowy w imieniu departamentu, jest szefem służb departamentu, w stosunku do których wykonuje uprawnienia pracodawcy. Przewodniczący rady departamentu może swoje kompetencje wykonywać osobiście lub powierzyć ich wykonywanie zastępcom.

### Kontrola
Kontrolę działalności departamentu sprawuje prefekt departamentu mający siedzibę w tej samej miejscowości co rada departamentu. Przewodniczący rady departamentu składa prefektowi roczne sprawozdania z głównych kierunków działalności departamentu. Zobowiązano natomiast prefekta do stałego informowania rady departamentu o działalności prefektury i administracji państwa na obszarze departamentu. Jednocześnie upoważniono prefekta do uczestniczenia w sesjach rady departamentu, w tym także brania udziału w głosowaniu. W odniesieniu do uchwał podejmowanych przez radę departamentu prefekt upoważniony został do sprawowania kontroli ich legalności. Przysługują jemu także określone uprawnienia w przypadku rozwiązania rady gminy, departamentu i regionu w drodze dekretu wydanego po ustaleniu przez Radę Ministrów wystąpienia okoliczności uniemożliwiających dalsze funkcjonowanie rady, w tym podejmowanie uchwał. Rola prefekta jest inna w zależności od tego, który organ stanowiący zostanie rozwiązany przez upływem kadencji. W razie rozwiązania rady gminy prefekt powołuje specjalne przedstawicielstwo administrujące gminą do czasu ukonstytuowania się nowej rady. Pełni ono obowiązki rady gminy i mera, może podejmować jedynie niektóre czynności z zakresu kompetencji wymienionych organów (nie może np. przygotować budżetu). Natomiast w razie rozwiązania rady w departamencie i regionie do czasu ukonstytuowania się nowej rady bieżącymi sprawami zajmuje się przewodniczący. Rozstrzygnięcia podjęte przez przewodniczącego rady wymagają zatwierdzenia przez prefekta.

### Zadania departamentu
Do podstawowych zadań departamentu należy m.in.:
- tworzenie bibliotek, muzeów, wypożyczalni,
- utrzymanie miejscowej kolei,
- zarządzanie drogami departamentowymi oraz dużymi drogami międzygminnymi,
- wypłacanie zasiłków socjalnych,
- tworzenie sieci szkół średnich,
- tworzenie planów zagospodarowania przestrzennego,
- organizacja transportu pozamiejskiego i transportu szkolnego,
- nadzór nad szkolnictwem wyższym, zawodowym oraz średnim.

## Region
Najwyższą jednostką samorządu terytorialnego są składające się z kilku departamentów regiony. We Francji jest 13 regionów. Organem ustawodawczym są rady regionalne a organem wykonawczym przewodniczący. Głównym nadrzędnym zadaniem regionu jest koordynowanie inicjatyw podejmowanych na poziomie gmin i departamentów.

### Sytuacja ekonomiczna zadań regionu
W ramach rozwoju gospodarczego, do zadań regionu zalicza się:
- udział w pracach nad planami narodowymi,
- sygnalizowanie priorytetów inwestycyjnych,
- przygotowanie planu rozwoju regionalnego,
- podpisywanie kontraktów między regionem a państwem dotyczących inwestycji regionalnych,
- definiowanie schematu zagospodarowania przestrzennego i tym samym rozwój terenów z uwzględnieniem rozbudowy infrastruktury.

### Organ ustawodawczy
Organem ustawodawczym na poziomie regionu jest rada regionalna wraz z wybieranymi na okres sześciu lat, przewodniczącym oraz członkami tzw. komitetu zarządzającego. Ważnym organem działającym na poziomie regionów jest Regionalna Rada Ekonomiczna i Społeczna będąca doradczym zgromadzeniem wszystkich najważniejszych grup społecznych działających na tym szczeblu samorządu.

#### Regionalna Rada Ekonomiczna i Społeczna
Nie ma ona uprawnień stanowiących. Konsultacje mają charakter wstępny i są przeprowadzane przed podjęciem rozstrzygnięcia. Co do zasady konsultacje mają charakter fakultatywny. Opinie rady wymagane są natomiast przy sporządzaniu projektów planów regionalnych i sprawozdań z jego wykonania oraz przy opracowywaniu ogólnych założeń budżetu regionalnego. Rada z własnej inicjatywy może także wypowiadać się w sprawach dotyczących regionu. Członkami rady są przedstawiciele przedsiębiorców, związków zawodowych, organizacji społeczno-kulturalnych działających w regionie oraz osób, które zajmują się dziedzinami związanymi z rozwojem regionu. Są oni desygnowani przez radę regionalną na sześć lat. Ponadto w regionach funkcjonuje wiele innych kolegialnych ciał doradczych, zarówno stałych, jak i doraźnych. Komisja stała, której członkowie są wybierani przez radę, oraz przewodniczący rady regionalnej, może być upoważniona przez radę do wykonywania jej kompetencji. Upoważnienie nie może dotyczyć jednak uchwalenia budżetu i udzielenia absolutorium organowi wykonawczemu.

### Organ wykonawczy
Organem wykonawczym regionu jest przewodniczący rady regionalnej. Jest on wybierany na pierwszej sesji spośród członków rady. Jest organem kadencyjnym, a kadencja trwa 6 lat. Przewodniczący kieruje administracją i publicznymi służbami regionalnymi na danym terenie, współdziała w tym zakresie z prefektem regionu. Eksperci podkreślają, że funkcja przewodniczącego rady regionalnej oznacza przyznanie nie tylko kompetencji o charakterze prawno-formalnym. Jest to eksponowane stanowisko w państwie, dające silną pozycję polityczną. Przewodniczący rady regionalnej może swoje kompetencje wykonywać osobiście lub powierzyć wykonywanie niektórych czynności w swoim imieniu zastępcom. Zastępcy pełnią funkcje przewodniczącego w czasie, gdy nie może on wykonywać przejściowo swoich obowiązków. Przewodniczący rady regionalnej podlega radzie regionalnej, której corocznie składa sprawozdanie z sytuacji w regionie.

### Kontrola
Kontrolę legalności a posteriori działalności organów regionu jako wspólnoty terytorialnej sprawuje prefekt regionu. Odpowiada on także za terminowe uchwalenie budżetu przez radę regionu i w razie nieuchwalenia go w terminie powiadamia o tym regionalną izbę obrachunkową, która przedstawia prefektowi propozycję budżetu. Na tej podstawie prefekt ustala budżet regionu i nakazuje jego wykonanie. Może także sam ustalić budżet, ponieważ nie jest związany propozycją izby. Prefekt raz w roku składa radzie regionalnej sprawozdanie z działalności służb państwowych w regionie.